# The Clements Checklist of Birds of the World
 (mai 2021).
The Clements Checklist of Birds of the World est un livre de Jim Clements qui présente une liste des espèces d'oiseaux du monde.
La version imprimée la plus récente est la sixième édition (2007), qui a été publiée à titre posthume par Cornell University Press, sur la base d'un manuscrit presque achevé de l'auteur, fourni par sa femme à la suite de son décès. Les éditions précédentes ont été publiées par la propre marque de l'auteur, Ibis Publishing. Le Cornell Lab of Ornithology a fourni des mises à jour annuelles depuis lors, généralement en août, et la version la plus récente est disponible en ligne dans plusieurs formats. Ces mises à jour reflètent les changements en cours dans la taxonomie des oiseaux sur la base des recherches publiées.
Clements est notamment utilisée comme référence par l'American Birding Association pour sa propre checklist. eBird utilise également la Clements Checklist comme liste de base pour sa taxonomie eBird, qui comprend également des hybrides, des variantes domestiques et des formes alternatives signalées par les ornithologues amateurs mais pas encore formellement identifiées.